# Miguel Rincón Rincón
Miguel Wenceslao Rincón Rincón (Chacas, Áncash, 8 de mayo de 1951-Callao, 11 de diciembre de 2024), alias «Camarada Francisco», fue un terrorista peruano y uno de los más altos dirigentes de la organización armada Movimiento Revolucionario Túpac Amaru (MRTA).

## Primeros años
Nació en el pueblo ancashino de Chacas, hijo de la docente chacasina Nila Rincón Flores, por cuya línea desciende de Miguel Rincón y Rodríguez de la Roca, quien fuera gobernador de la provincia de Conchucos y comandante de la guardia nacional de la misma, durante los primeros años de la República; su padre fue el sacerdote huarino Santiago Márquez Zorrilla, quien en ese entonces era párroco de Chacas. Al saberse el origen del niño, y para evitar el escarnio, su madre dejó su tierra y se asentó en Sayán, cerca de Lima.
Estudió en el colegio San Carlos de Lima y fue estudiante de medicina de la Universidad Nacional Federico Villareal donde conoció la corriente filosófica del marxismo, como alumno destacado, fue invitado a formar parte de una escuela de cuadros marxistas en la Unión Soviética, llegando a viajar a dicho país en diversas oportunidades. Además, de haber participado en reuniones en países como Inglaterra, Francia, Alemania, América Latina y el Caribe bajo auspicio soviético.

## Actividad
Formó parte del Partido Comunista Peruano - Mayoría, siendo secretario de la Juventud Comunista. Postuló sin éxito por la UDP para ser constituyente para la elaboración de la constitución de 1979. En 1979 conoce a Néstor Cerpa Cartolini. En 1984 ingresó al Movimiento Revolucionario Túpac Amaru (MRTA). Fue parte del "Batallón América" y capturado en 1989 en Lima. En 1990 escapó de prisión junto a Víctor Polay Campos. Tras la recaptura de Polay Campos en 1992, Rincón se convirtió en el "número dos" de la organización subversiva. En 1994 asumió el cargo de comandante general del Frente Central del MRTA.
Debido a la captura de los más importantes miembros del MRTA y al anunciado acuerdo de paz entre Abimael Guzmán y el gobierno, Rincón junto a Néstor Cerpa Cartolini empezaron a planear la "toma" del Congreso para secuestrar a los congresistas y negociar la liberación de los subversivos.

### Captura
En 1995 fue recapturado tras un largo enfrentamiento en una residencia de La Molina junto a 17 emerretistas, abortando el plan de la "toma" del Congreso. En su intento de huida, Rincón junto a los emerretistas tomaron como rehenes a una familia, incluida una niña. Fue condenado a cadena perpetua por jueces sin rostro durante el régimen fujimorista. Posteriormente, ya reinstaurada la democracia, su condena fue modificada a 32 años de prisión. Ha publicado diversos libros, entre ellos uno llamado Socialismo andino. Además, ha realizado casi un centenar de pinturas en las distintas técnicas como óleo, acuarela, fresco y acrílico.
En el año 2023, se le inició investigación por autoría mediata y violación de derechos humanos en el caso de la masacre de Tarapoto junto a otros líderes del MRTA.

## Fallecimiento
Falleció en la Base Naval del Callao el 11 de diciembre de 2024 a los 73 años a causa de un cáncer en fase terminal. El estado peruano dispuso la cremación de sus restos en seguimiento de la ley y la dispersión de las cenizas en un lugar reservado.